# Saint-Nic
Saint-Nic is een gemeente in het Franse departement Finistère (regio Bretagne) en telt 735 inwoners (2005). De plaats maakt deel uit van het arrondissement Châteaulin.

## Geografie
De oppervlakte van Saint-Nic bedraagt 18,2 km², de bevolkingsdichtheid is 40,4 inwoners per km².
De onderstaande kaart toont de ligging van Saint-Nic met de belangrijkste infrastructuur en aangrenzende gemeenten.

## Demografie
Onderstaande figuur toont het verloop van het inwonertal (bron: INSEE-tellingen).
1. ↑  Populations de référence 2022.